# Telema spina
Telema spina es una especie de arañas araneomorfas de la familia Telemidae.

## Distribución geográfica
Es endémica de la isla de Hainan (China).